# Catocala rutha
Catocala rutha är en fjärilsart som beskrevs av Alfred Ernest Wileman 1911. Catocala rutha ingår i släktet Catocala och familjen nattflyn. Inga underarter finns listade i Catalogue of Life.